# 東澤雅晴
東澤 雅晴（ひがしざわ まさはる、1951年 - ）は、CG作家でありアートディレクターである。

## 概要
業界初(1998年1月)レイシスソフトウエアーサービス社よりコンピューターグラフィックスのロイヤリティフリーCD-ROMを制作・発売。京都精華大学、大阪市立デザイン教育研究所でデザイン・マーケティングを教える。同時に多くの産学連携プロジェクトを推進。2008年3月退任。アートディレクター、CG作家、ミニ絵画作家　早くからモバイルコンテンツの可能性を研究、

## 経歴
- 1976年 - ADC賞
- 1977年 - ADC賞・ニューヨークADC日本グラフィックデザイン展金賞、銀賞
- 1978年 - ADC賞
- 1980年 - 朝日広告賞
- 1988年 - 日本産業広告賞第一席、日経広告賞優秀賞、広告電通賞優秀作品賞
- 1989年 - 読者が選ぶ読売広告大賞金賞
- 1990年 - 日経広告賞部門賞
- 1993年 - ニューヨークADCファイナリスト、カンヌ国際プレス＆ポスターフェスティバル銀賞
- 1994年 - ニューヨークADC賞ファイナリスト
- 1995年 - ザ・ニューヨークフェスティバル銀賞、カンヌ国際プレス＆ポスターフェスティバル銀賞
- 1998年 - 日本産業広告賞一席(CG制作)、神戸ルミナリエ・シミュレーションCG制作
- 2018年 -『日本のグラフィック100年』　（出版会社/パイインターナショナル）に選ばれる